# Begin the Beguine
Begin the Beguine è un brano musicale composto nel 1934 da Cole Porter. Porter scrisse la canzone tra Kalabahi, Indonesia, e le isole Figi durante una crociera sul Pacifico. Fu cantata per la prima volta in pubblico nell'ottobre 1935 da June Knight nel musical di Broadway Jubilee, prodotto dall'Imperial Theatre di New York City.

## Il brano
Una "beghina" era in origine una donna laica cristiana del tredicesimo o quattordicesimo secolo che viveva in castità in una comunità religiosa senza aver preso i voti in maniera formale, ma nel linguaggio creolo dei Caraibi, specialmente in Martinica e Guadalupa, il termine arrivò a definire semplicemente una "donna bianca", e poi fu applicato ad uno stile musicale e di ballo. Questa combinazione di stile di ballo "alla francese" e ritmi latini divenne molto popolare a Parigi nel corso degli anni quaranta, anche grazie alla stessa canzone di Porter.
Xavier Cugat e la sua orchestra registrarono una delle sue prime versioni nel 1935, con una forte intonazione latina rispetto alle versioni successive. La registrazione fu strumentale, anche se il cantante Don Reid cantava il titolo, l'inizio e la fine della canzone. Questa registrazione ottenne una classificazione di grande successo.

### Versione di Artie Shaw
All'inizio, la canzone non suscitò particolare interesse, forse per la sua struttura inconsueta per l'epoca. Due anni dopo, tuttavia, il bandleader Artie Shaw registrò un arrangiamento del brano in versione swing orchestrale, in collaborazione con l'arrangiatore Jerry Gray, e la pubblicò come lato B del singolo Indian Love Call/Begin the Beguine

### Altre versioni
Begin the Beguine è stata reinterpretata da moltissimi artisti nel corso degli anni, tra i quali: Tony Martin, Chick Henderson, Leslie Hutchinson, Eddie Heywood e la sua orchestra, Alys Robi, The Andrews Sisters, Maurice Rocco, Jo Stafford, Mario Lanza, Pat Boone, Frank Sinatra, Charlie Parker, Caterina Valente, Liberace, Teddy Reno, Johnny Dorelli, Ella Fitzgerald, Louis Prima & Keely Smith, Al Hirt, Elvis Presley (come You'll Be Gone), Andy Williams, Tom Jones, Django Reinhardt, Les Paul, Pete Townshend, Johnny Mathis, Sammy Davis, Jr., Julio Iglesias (1981 prima posizione nella classifiche Official Singles Chart ed Irish Recorded Music Association, settima in Svizzera e ottava in Austria), Dionne Warwick, Michael Nesmith, Frank Holder. La MGM utilizzò Begin the Beguine nel suo musical del 1940 Balla con me, diretto da Norman Taurog. Nel film il brano è ballato da Fred Astaire ed Eleanor Powell. È presente anche nella colonna sonora del film The Rocketeer, cantata da Melora Hardin, la cui colonna sonora è di James Horner.